# Río Monzón
Der Río Monzón ist ein etwa 105 km langer linker Nebenfluss des Río Huallaga in Zentral-Peru in den Provinzen Huamalíes und Leoncio Prado der Region Huánuco.

## Flusslauf
Der Río Monzón entspringt in der peruanischen Zentralkordillere auf einer Höhe von etwa 3600 m, 5 km nordöstlich von Jircan. Der Oberlauf des Río Marañón verläuft 4 km weiter westlich. Der Río Monzón durchfließt die Distrikte Jircan und Monzón im Norden der Provinz Huamalíes in östlicher Richtung. Ab Flusskilometer 84 folgt die Nationalstraße 14A dem Flusslauf. Bei Flusskilometer 71 trifft die Quebrada Tampuy Chico bei der Siedlung Maravillas von Süden kommend auf den Fluss. Bei Flusskilometer 64 liegt das Dorf Monzón, der Hauptort des gleichnamigen Distriktes, am südlichen Flussufer. Bei Flusskilometer 45, bei der Siedlung Tazo Grande, mündet der Río Tasco Chico von links in den Fluss. Zwischen den Flusskilometern 36 und 12 verläuft die Grenze zur weiter nördlich gelegenen Provinz Leoncio Prado entlang dem Flusslauf. Anschließend durchfließt der Río Monzón die Provinz Leoncio Prado. Ab Flusskilometer 25 wendet sich der Río Monzón allmählich nach Süden. 12 km oberhalb der Mündung trifft der Río Patay Rondos von Süden kommend auf den Río Monzón. 3 km oberhalb der Mündung überquert die Nationalstraße 14A den Fluss. Auf den letzten beiden Kilometern durchschneidet der Río Monzón einen Höhenzug, der das Flusstal des Río Huallaga nach Westen hin flankiert. Schließlich erreicht der Río Monzón südwestlich der Provinzhauptstadt Tingo María auf einer Höhe von etwa 642 m den Río Huallaga. Der Nationalpark Tingo María liegt am Südufer des Río Monzón etwa einen Kilometer oberhalb der Mündung.

## Einzugsgebiet
Der Río Monzón entwässert ein Areal von etwa 2600 km². Im Süden grenzt das Einzugsgebiet des Río Monzón an das des Río Jarahuasi, im Westen an das des Río Marañón sowie im Norden an die Einzugsgebiete von Río Huamuco (auch Río Yanajanca) und Río Magdalena.

## Fauna
In dem Flusssystem kommt offenbar der Marmor-Gebirgsharnischwels (Chaetostoma changae) aus der Gattung der Gebirgsbachharnischwelse vor.